# قطعنامه ۱۵۶۷ شورای امنیت
قطعنامه  ۱۵۶۷ شورای امنیت سازمان ملل متحد که در تاریخ ۱۴ اکتبر ۲۰۰۴ تصویب شد، سندی بین‌المللی دربارهٔ دادگاه جنایی بین‌المللی برای یوگسلاوی سابق است. این قطعنامه طی نشست ۵۰۵۷ام با ۱۵ رای موافق، ۰ مخالف و ۰ ممتنع تصویب شد.